# Adie Inlet
Das Adie Inlet (in Argentinien Caleta Adie, in Chile Ensenada Adie) ist eine fjordartige und vereiste Bucht, die sich östlich der Churchill-Halbinsel an der Oskar-II.-Küste des Grahamlands über eine Länge von 40 km in das Landesinnere der Antarktischen Halbinsel erstreckt.
Kartiert wurde es vom Falkland Islands Dependencies Survey (FIDS) und 1947 aus der Luft fotografiert im Zuge der Ronne Antarctic Research Expedition (1947–1948) unter der Leitung des US-amerikanischen Polarforschers Finn Ronne. Der Survey benannte die Bucht nach dem südafrikanischen Geologen Raymond John Adie (1926–2006), der von 1947 bis 1949 für den FIDS tätig war.